# Living Hell (Film)
Living Hell ist ein US-amerikanischer Horrorfilm aus dem Jahr 2008. Der von Richard Jefferies inszenierte Film ist auch unter dem Titel Living Hell – Das Grauen hat seine Wurzeln bekannt.

## Handlung
1969 wird der zehnjährige Frank Sears von seiner hysterischen Mutter Eleanore schockiert, die mit einem Stift die Botschaft „S3 V12“ in seine Handflächen ritzt und ihn mahnt, ihre Warnung niemals zu vergessen. Danach ermordet sie ihren Ehemann und begeht dann Selbstmord.
dreiunddreißig Jahre später wird Frank noch immer wieder von den Ereignissen der Nacht heimgesucht, in der seine Mutter starb. Um deren Warnungen verstehen und endlich vergessen zu können, sucht er im Internet nach der Bedeutung von „S3 V12“. Das führt ihn von New Jersey bis nach New Mexico zum ehemaligen Militärstützpunkt Fort Lambert. Und so gerät ein lange vergessenes, streng geheimgehaltenes militärisches Projekt außer Kontrolle, als durch Franks Nachforschungen dort ein versiegelter Behälter geöffnet wird. Dadurch wird ein stetig wuchernder Organismus mit pflanzenähnlichen Wurzeln freigesetzt, der alles tötet, was sich ihm in den Weg stellt. In wenigen Augenblicken füllt der Organismus den gesamten Raum aus und wächst unaufhörlich weiter. Eine Evakuierung wird ausgerufen und Frank flieht in die nahe liegende Stadt, wo er auf den Ladenbesitzer Virgil trifft, der 1958 gemeinsam mit Franks Eltern in der Basis gearbeitet hatte. So erfährt Frank von einem Paket, das seine Eltern Virgil hinterlassen hatten. darin befindet sich ein Film, der zeigt, dass Franks Vater ursprünglich ein russischer Wissenschaftler war und in die USA übergelaufen ist. Er hatte bei seinen Experimenten versehentlich den Organismus in seinem eigenen Körper erschaffen. Als Frank durch eine Probe infiziert wird, stirbt der Organismus unerwartet in seinem Körper. Er erkennt, dass sein Blut Antikörper enthält, die den Organismus aufgrund seiner Herkunft töten können.
Die Stadt muss inzwischen evakuiert werden und das Militär erwägt einen Atomschlag, was aber zu einer Katastrophe führen würde, da der Organismus jede Wärme oder jedes Licht nutzen kann, um weiter zu wachsen. Frank kehrt zurück nach Fort Lambert, um hier den Organismus töten können. Das gelingt und der Atomschlag wird abgewendet.

## Hintergrund
Der mit 4,5 Mio. US-Dollar innerhalb von 29 Tagen abgedrehte Fernsehfilm wurde zum ersten Mal am 23. Februar 2008 auf dem US-amerikanischen Fernsehsender Syfy ausgestrahlt.

## Kritik
Michael Drewniok meinte bei Filmbesprechungen.de, der Film „thematisiert (SEHR trivial) die moderne Gänsehaut vor einer Gentechnik, deren Produkte sich im Verbund mit biologisch-chemischer Umweltverschmutzung sowie menschlicher Schlampigkeit unaufhaltsam verselbstständigen. In der Tat gleicht die Turbo-Wurzel, die erst Fort Lambert und dann die ganze Welt bedroht, dem umstrittenen Gen-Mais, dessen potenzielle Nebenwirkungen je nach Interessenlage negiert oder beschworen werden. Hier behalten natürlich die Pessimisten Recht, denn nur auf diese Weise kommt (so etwas wie) eine Filmhandlung in Schwung, die anderthalb Stunden trägt.“ Als Film ist es allerdings „ein lahm und sprunghaft inszeniertes Abenteuer. Schon der Auftakt ist fauler Zauber: Jefferies springt mitten in die Handlung, um danach erst einmal 33 (!) Jahre zurückzuschalten.“ „Der übelste Fauxpas ist sicherlich die Wahl des Monsters: Eine Wurzel kann schwerlich so ungeheuerlich wüten, dass es den Zuschauer fesselt. Es fehlt das ‚Gesicht‘, das dem Grauen Züge verleiht.“
Das Lexikon des internationalen Films wertete: „Müder Horrorfilm, der mit dem [sic] üblichen Mitteln ein bescheidenes Katastrophenszenario aufbaut.“
Cinema beurteilte den Film zwar als „Temporeiche, solide B-Movie-Kost“, sie „überzeugte“ allerdings „nicht immer“ mit ihren „CGI-Tricks von Spezialeffekte-Guru Robert Kurtzman. Dieser Quark hat seine Wurzeln im Dilettantismus.“
Auch Laienkritiken auf moviepilot.de sahen das nicht anders.